# 難波望
難波 望（なんば のぞむ、1976年10月28日 - ）は、日本の脚本家、映画監督。日本シナリオ作家協会会員。

## 経歴
岡山県岡山市生まれ。日本映画学校（現・日本映画大学）映像科脚本コース卒業。在学中は、脚本家の桂千穂、髙山由紀子に師事。同期には、脚本家の高橋郁子、映画監督の新藤風などがいる。映像制作会社勤務、テレビ番組リサーチャー等を経て脚本作家として本格的に活動を始める。2015年に劇場公開された『かぐらめ』は、第39回モントリオール世界映画祭のファースト・フィルム・ワールド・コンペティションにノミネートされるなど国内外の映画祭でも上映された。
2012年より、よみうりカルチャー荻窪、目黒区社会教育指導員、芸能事務所主催のワークショップなどで指導に携わっている。また映画脚本のほか、各種企業VPなどの脚本・プロデュースも手がけている。
2022年に制作した監督・プロデュース作品、オムニバス映画『オトギネマ』では、セルベスト国際映画祭2022（SIFF）において、最優秀実験映画賞（Best Experimental Film）を受賞。また第14回福岡インディペンデント映画祭では優秀作品賞を受賞した。
2023年には、脚本家による映画製作プロジェクト『Mothers マザーズ』を総合プロデュースし、自身の監督作品『ルカノパンタシア』を含めてオムニバス映画として完成させた。短編映画『ルカノパンタシア』としては、第3回宮古島チャリティー国際映画祭、第1回北海道国際映画祭、にほん海シアター短編映画祭2024、第7回いぶすき映画祭、第34回ゆうばり国際ファンタスティック映画祭など数多くの映画祭で入選。いぶすき映画祭では準グランプリに相当する銀のいぶすき賞を受賞。オムニバス映画『Mothers マザーズ』として、2025年に劇場公開が決定している。

## 作品

### 映画
- 『渚のチョコレッタ』2004年　脚本・監督・編集
- 『東京蒼景』2008年（監督：前田直樹）　脚本・プロデュース（東京ネットムービーフェスティバル2008入選）
- 『どん底スラッガー』2011年（監督：大野仁志）　脚本
- 『かぐらめ』2015年（監督：奥秋泰男）　脚本
- 『海辺の弔い』2017年（監督：BEBE）　脚本
- 『東京橙景』2021年（監督：前田直樹）　脚本
- 『おっさんずぶるーす／21世紀のおじさん[9]』2022年（監督：前田直樹）　脚本
- 『オトギネマ』2022年　監督・共同脚本・プロデュース
- 『ルカノパンタシア[10]』2024年　監督・脚本・プロデュース

### テレビドラマ
- フジテレビジョン『宮部みゆきドラマスペシャル 淋しい狩人』2013年　プロット協力

### テレビ番組
- フジテレビジョン『もしもツアーズ』　リサーチ
- フジテレビジョン『クイズヘキサゴンII』　クイズ作成

### ミュージックビデオ
- 『ソラゴト』（りあん）2020年　脚本・監督

　　東京MX 地上波 オンエア